# بروطيا أنغولية
بروطيا أنغولية (الاسم العلمي:Protea angolensis)  هو نوع من النباتات يتبع جنس البروطيا من الفصيلة البروطية        .	